# Катушка зажигания

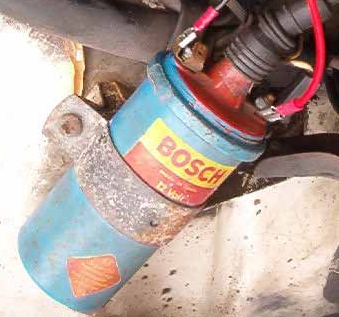
Катушка зажигания

Катушка системы зажигания двигателя  — элемент системы зажигания, который служит для преобразования низковольтного напряжения, поступающего от аккумуляторной батареи или генератора, в высоковольтное. 
Основная функция катушки зажигания — генерация высоковольтного электрического импульса на свече зажигания.

## Устройство

Контактная батарейная система зажигания

Катушка зажигания представляет собой высоковольтный импульсный повышающий трансформатор (упрощённая катушка Румкорфа) системы зажигания ДВС, первичная обмотка которого имеет сравнительно небольшое количество витков толстого провода и рассчитана на импульсы низкого напряжения, например 12 вольт (6 вольт на старых автомобилях и мотоциклах), вторичная обмотка выполнена из тонкого провода с большим количеством витков, благодаря чему во вторичной обмотке создаётся высокое импульсное выходное напряжение до 25 000 — 35 000 вольт по формуле: напряжение = индукция в витке × количество витков. Высокое напряжение от катушки зажигания с помощью высоковольтного кабеля подаётся на распределитель (трамблер), от него с помощью высоковольтных кабелей напряжение распределяется по свечам зажигания. В современных инжекторных двигателях трамблер отсутствует и напряжение от катушки зажигания с помощью высоковольтных кабелей, называемых бронепроводами, подается напрямую на свечи зажигания. Высокое напряжение обеспечивает искру между электродами свечи, тем самым воспламеняя топливо-воздушную смесь.
Раньше катушки зажигания делали с незамкнутым магнитопроводом, в настоящее время появились трансформаторы зажигания с замкнутым магнитопроводом.

## Принцип действия

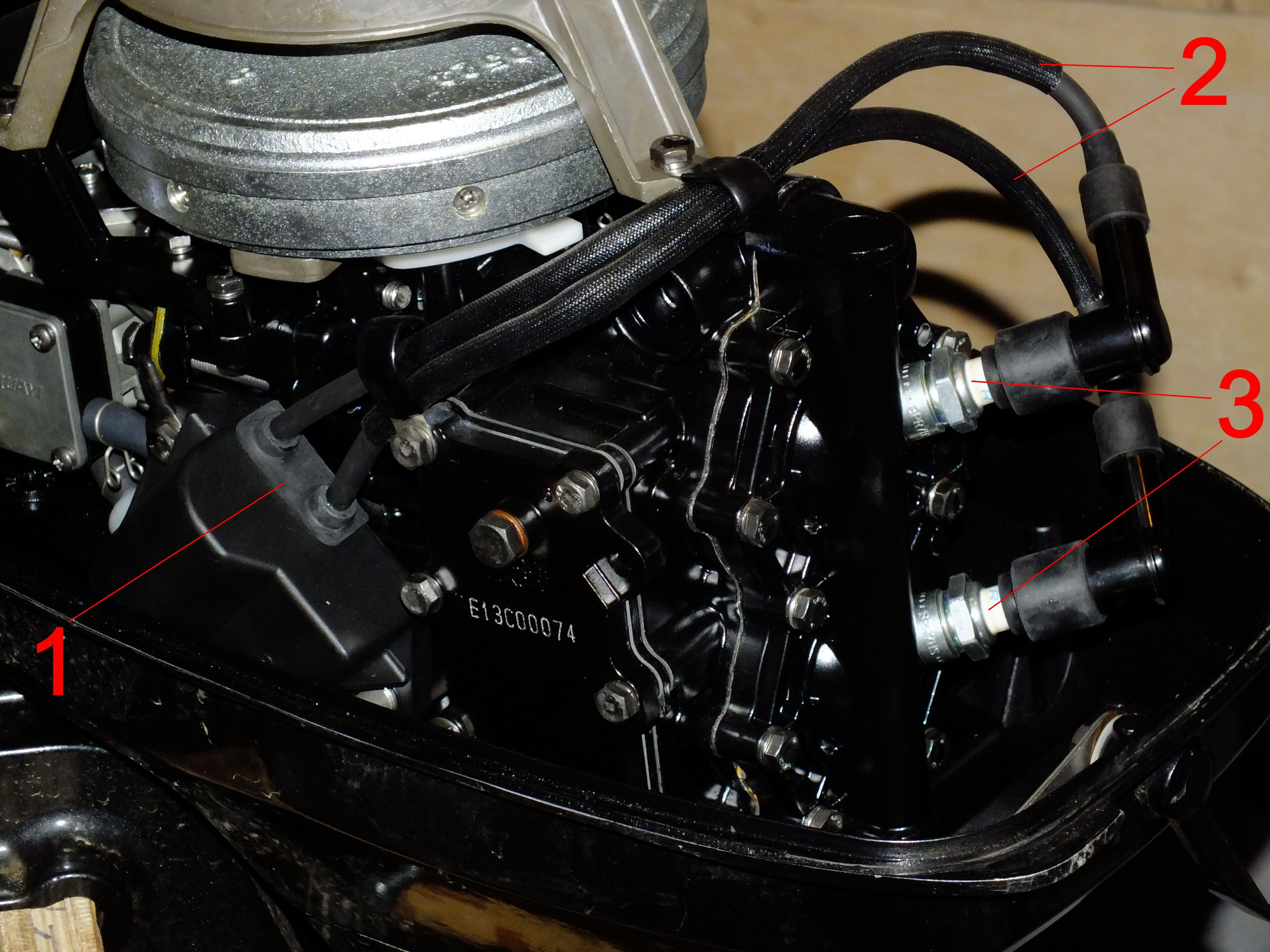
Двухискровая катушка зажигания на лодочном моторе:
1 — катушка зажигания;
2 — высоковольтные провода;
3 — свечи зажигания.

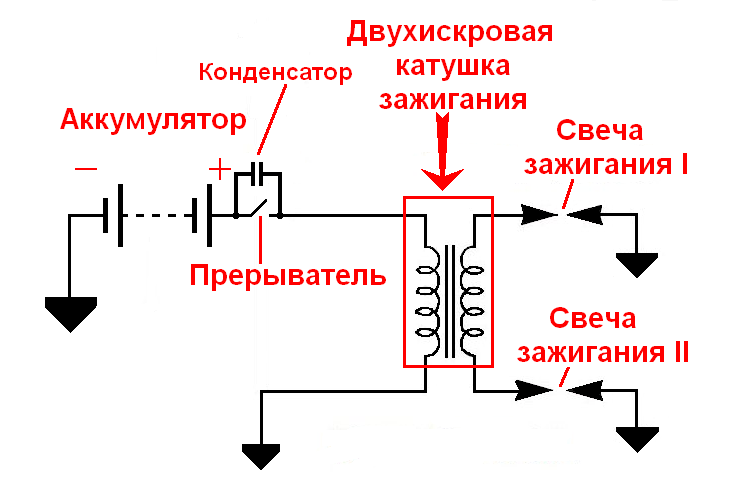
Схема включения двухискровой катушки зажигания.

Через первичную обмотку катушки зажигания протекает постоянный ток. Когда поршень подходит к верхней мёртвой точке, цепь первичной обмотки разрывается размыканием контактов прерывателя (это происходит или механическим путём, когда контакты размыкаются кулачком на валу, или с помощью электронных (транзисторных или тиристорных) ключей, в которых управляющий импульс формируется электронной схемой (контактной или бесконтактной, положение коленчатого вала определяется с помощью датчика Холла, индуктивного или иного датчика).
Согласно закону электромагнитной индукции, ЭДС, индуцируемая изменением силы тока в соседнем контуре, равна
{\displaystyle {\mathcal {E}}=-L_{12}{\frac {dI}{dt}}},
учитывая мгновенное изменение силы тока (одномоментное размыкание), следовательно, большое значение производной, а также взаимную индукцию обмоток {\displaystyle L_{12}\propto N_{1}N_{2}}, где {\displaystyle N_{2}} очень большое число (десятки тысяч витков), во вторичной обмотке наводится импульс э.д.с. амплитудой в десятки киловольт. Высокий потенциал от катушки передаётся на свечи с помощью высоковольтных проводов (изначально применённых Г. Хонольдом в системе зажигания с магнето), и обеспечивает пробой зазора между электродами свечи зажигания.
На некоторых образцах мото- и автотехники с двухцилиндровыми двигателями (например, мотоциклы «Днепр», мотоциклы «Урал», автомобили «Ока») применяются двухискровые катушки зажигания (искра проскакивает одновременно на двух свечах). Топливо-воздушная смесь воспламеняется только в одном цилиндре, так как в другом проходит такт выпуска и воспламеняться нечему.
В последнее время получили распространение индивидуальные катушки зажигания на каждую свечу (по числу цилиндров).

### Добавочное сопротивление

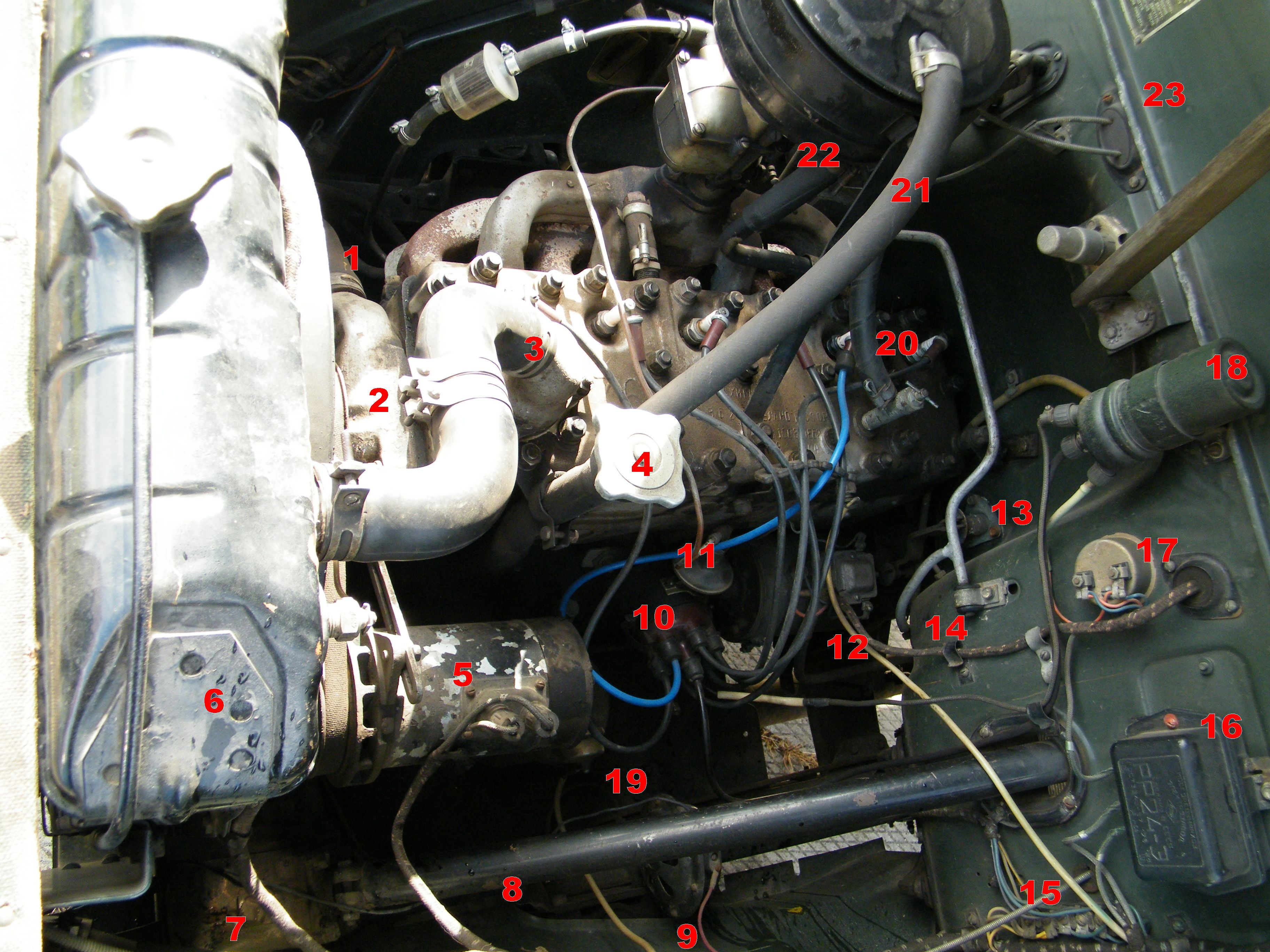
Двигатель автомобиля ГАЗ-63
Под цифрой 18 — катушка зажигания, 17 — добавочное сопротивление.

В ряде случаев последовательно первичной обмотке катушки зажигания включается добавочное сопротивление (или дополнительный резистор). На низких оборотах контакты прерывателя оказываются бо́льшую часть времени в замкнутом состоянии и через обмотку протекает ток, более чем достаточный для насыщения магнитопровода. Избыточный ток бесполезно нагревает катушку.
Спираль дополнительного резистора изготавливается из стального сплава, имеющего высокий температурный коэффициент электрического сопротивления. При прохождении избыточного тока сопротивление спирали увеличивается и сила тока уменьшается, таким образом происходит автоматическое регулирование. На высоких оборотах, когда контакты бо́льшую часть времени разомкнуты, нагрев резистора менее значителен (сопротивление спирали невелико). При запуске двигателя добавочное сопротивление шунтируется контактами реле стартера, тем самым повышается энергия электрической искры на свече зажигания.
Некоторые неопытные водители пытаются (бесполезно или с большим трудом) запустить пусковой рукояткой двигатель при «севшем» аккумуляторе, не зная, что нужно принудительно временно шунтировать добавочный резистор (какой-нибудь проволочкой).

## Рабочие характеристики
К рабочим характеристикам катушки зажигания относят: 
- Индуктивность первичной обмотки;
- Сопротивление первичной и вторичной обмотки;
- Коэффициент трансформации;
- Энергия искры;
- Напряжение пробоя;
- Количество образующихся искр в минуту.

### Индуктивность
Индуктивность характеризует способность катушки накапливать энергию. Измеряется в Гн – генри, единицах измерения, названных в честь американского ученого Дж. Генри. Энергия, которая накапливается в первичной обмотке, пропорциональна индуктивности. Чем выше индуктивность, тем больше энергии может накопить катушка. 

### Коэффициент трансформации
Коэффициент трансформации показывает, во сколько раз катушка зажигания увеличивает первичное напряжение. На первичную катушку подается напряжение от аккумулятора в 12 В. Когда первичная цепь замыкается, ток в цепи изменяется — от 6-20 ампер, до 0. 
Изменение тока в катушке приводит к возникновению ЭДС индукции и образованию напряжения в первичной катушке в 300-400 В. Коэффициент трансформации катушки показывает, во сколько раз увеличивается именно это напряжение. 
Определяется отношением числа витков вторичной катушки к числу витков первичной катушки, или отношением пробивного напряжения свечи к разнице максимально допустимого напряжение между коллектором и эмиттером транзистора и напряжения бортовой сети питания, которые известны из производственных характеристик катушки зажигания и автомобиля.

### Сопротивление
В первичной обмотке – 0,25-0,55 Ом.
Во вторичной обмотке – 2-25 кОм. 
Мощность и энергия искры обратно пропорциональны сопротивлению первичной обмотки катушки: чем оно выше, тем ниже мощность и энергия искры.  

### Энергия искры
Полезная энергия искры расходуется в течение 1,2 мс – время, за которое сгорает воздушно-топливная смесь. Энергия искрового разряда составляет 0,05-0,1 Дж. 
В свече зажигания искра образуется вследствие явления дугового разряда, когда между двумя электродами, находящимися в газе, происходит электрический пробой. 
Напряжение на электродах зависит от размера диаметра свечи и его материала, зазора между электродами и от состава воздушно-топливной смеси, давления в камере сгорания и температуры. 
Во время старта двигателя и разгона автомобиля напряжение на электродах – максимальное, так как свеча не разогрета. При постоянной скорости – напряжение минимально. Чтобы свеча работала эффективно и не давала пропусков, напряжение, генерируемое катушкой, должно быть в 1,5 больше, чем напряжение, необходимое для пробоя зазора.

### Напряжение пробоя
В зазоре между электродами свечи зажигания происходит пробой, когда напряжение на электродах становится равным напряжению пробоя. Значение напряжения пробоя зависит от величины зазора между электродами, давления и температуры воздушно-топливной смеси. При первом запуске двигателя напряжение должно быть выше, чтобы произошел пробой и образовалась искра, так как топливо и воздух в камере сгорания холодные.  

### Расчет числа искрообразований в системе зажигания
Чтобы рассчитать, сколько раз образуется искра в минуту в системе зажигания, нужно знать число оборотов в минуту двигателя и количества цилиндров. 
N – столько раз образуется искра в минуту. 
Для двухтактного двигателя N= (Обороты/мин)*число цилиндров, для четырехтактного - N=(Обороты/мин)*число цилиндров / 2. 
Для 6-цилиндрового двигателя при скорости вращения в 4000 об/мин число искрообразований равно:
N=4000*6/2=12 000 раз в минуту.